# Parma Calcio 1913 2018-2019
Questa voce raccoglie le informazioni riguardanti il Parma Calcio 1913 nelle competizioni ufficiali della stagione 2018-2019.

## Stagione
La stagione 2018-19 segna il ritorno del Parma in massima serie dopo un'assenza triennale, dovuta al fallimento del 2015 e seguita dalla tripla promozione. Il debutto in campionato si risolve in un pareggio per 2-2 contro l'Udinese, cui fa seguito la duplice sconfitta con S.P.A.L. e Juventus. La prima vittoria giunge alla quarta giornata, con una rete dell'ex Dimarco che permette di espugnare il campo dell'Inter: nel turno successivo i ducali conquistano anche il primo successo interno, sconfiggendo per 2-0 il Cagliari. Durante il resto del girone di andata, gli emiliani aggiungono altri 18 punti alla propria classifica.
La fase di ritorno coincide — inaspettatamente, nonostante il pareggio rocambolesco ottenuto allo scadere allo Stadium contro la Juventus per 3-3 — con un vistoso calo, tanto da far registrare un rendimento superiore soltanto a quello di Frosinone e Chievo (entrambe retrocesse a fine torneo); con appena 16 punti racimolati in 19 giornate, la formazione crociata riesce comunque a raggiungere l'obiettivo della salvezza. Ad assicurare la permanenza in A è una vittoria alla penultima giornata contro la Fiorentina, coinvolta suo malgrado nella lotta per scampare la serie cadetta.

## Divise e sponsor
Il fornitore tecnico per la stagione 2018-2019 è Erreà. Gli sponsor di maglia sono i seguenti:
- Cetilar, il cui marchio appare al centro delle divise
- Aon, sulla parte destra del petto
- Fratelli Beretta (sul retro) sotto il brand "Viva la Mamma"

| Casa | Trasferta | Terza divisa |

## Rosa
| N. |                               | Ruolo | Calciatore             |
| -- | ----------------------------- | ----- | ---------------------- |
| 1  | Italia (bandiera)             | P     | Pierluigi Frattali     |
| 2  | Italia (bandiera)             | D     | Simone Iacoponi        |
| 3  | Italia (bandiera)             | D     | Federico Dimarco       |
| 5  | Slovenia (bandiera)           | C     | Leo Štulac             |
| 7  | Capo Verde (bandiera)         | A     | Alessio Da Cruz        |
| 8  | Italia (bandiera)             | C     | Alessandro Deiola      |
| 8  | Senegal (bandiera)            | C     | Abdou Diakhaté         |
| 9  | Italia (bandiera)             | A     | Fabio Ceravolo         |
| 10 | Italia (bandiera)             | A     | Amato Ciciretti        |
| 10 | Uruguay (bandiera)            | A     | Nicolás Schiappacasse  |
| 11 | Italia (bandiera)             | C     | Gianni Munari          |
| 13 | Cile (bandiera)               | D     | Francisco Sierralta    |
| 14 | Guinea Equatoriale (bandiera) | C     | José Machín            |
| 17 | Italia (bandiera)             | C     | Antonino Barillà       |
| 18 | Italia (bandiera)             | D     | Massimo Gobbi          |
| 19 | Italia (bandiera)             | A     | Cristian Galano        |
| 20 | Italia (bandiera)             | C     | Antonio Di Gaudio      |
| 21 | Italia (bandiera)             | C     | Matteo Scozzarella     |
| 22 | Portogallo (bandiera)         | D     | Bruno Alves (capitano) |

| N. |                           | Ruolo | Calciatore         |
| -- | ------------------------- | ----- | ------------------ |
| 23 | Italia (bandiera)         | D     | Marcello Gazzola   |
| 26 | Italia (bandiera)         | A     | Luca Siligardi     |
| 27 | Costa d'Avorio (bandiera) | A     | Gervinho           |
| 28 | Italia (bandiera)         | D     | Riccardo Gagliolo  |
| 31 | Brasile (bandiera)        | P     | Gabriel Brazão     |
| 32 | Italia (bandiera)         | C     | Luca Rigoni        |
| 33 | Italia (bandiera)         | C     | Jacopo Dezi        |
| 45 | Italia (bandiera)         | A     | Roberto Inglese    |
| 55 | Italia (bandiera)         | P     | Luigi Sepe         |
| 56 | Italia (bandiera)         | P     | Fabrizio Bagheria  |
| 71 | Italia (bandiera)         | C     | Giuseppe Carriero  |
| 72 | Italia (bandiera)         | A     | Emanuele Calaiò    |
| 77 | Francia (bandiera)        | A     | Jonathan Biabiany  |
| 87 | Slovacchia (bandiera)     | C     | Juraj Kucka        |
| 88 | Italia (bandiera)         | C     | Alberto Grassi     |
| 93 | Italia (bandiera)         | A     | Mattia Sprocati    |
| 95 | Italia (bandiera)         | D     | Alessandro Bastoni |
| 99 | Senegal (bandiera)        | A     | Yves Baraye        |

## Organigramma societario
Area direttiva
- Presidente: Jiang Lizhang, poi Pietro Pizzarotti[1]
- Amministratore delegato: Luca Carra
- Club ambassador: Hernán Crespo
- Segretario generale: Alessio Paini
- Segreteria generale: Christian Povolo
- Team manager: Alessio Cracolici
- Chief Operating Officer: Valerio Casagrande
- Club manager: Alessandro Lucarelli
- Responsabile della comunicazione - Ufficio stampa: Nicolò Fabris

Area tecnica
- Direttore sportivo: Daniele Faggiano
- Allenatore: Roberto D'Aversa
- Allenatore in seconda: Andrea Tarozzi
- Allenatore dei portieri: Alberto Bartoli
- Preparatore atletico: Danilo Massi, Luca Morellini
- Preparatore addetto al recupero infortunati: Stefano Bruno
- Match analyst: Marco Piccioni
- Aiuto match analyst: Simone Greco
- Magazziniere: Matteo Priori

Area sanitaria
- Coordinatore area medica: Giulio Pasta
- Responsabile sanitario, medico sociale: Roberto D’Ovidio
- Assistente Medico Sociale: Daniele Casalini
- Fisioterapisti: Giorgio Balotta, Fabrizio Benecchi, Michele Toma, Rino Soda
- Aiuto fisioterapisti: Michele Morat

## Calciomercato

### Sessione estiva(dal 01/07 al 17/08)
| Acquisti         | Acquisti             | Acquisti            | Acquisti                   |
| R.               | Nome                 | da                  | Modalità                   |
| ---------------- | -------------------- | ------------------- | -------------------------- |
| P                | Luigi Sepe           | Napoli              | prestito                   |
| D                | Bruno Alves          | Rangers             | svincolato                 |
| D                | Alessandro Bastoni   | Inter               | prestito                   |
| D                | Federico Dimarco     | Inter               | prestito                   |
| D                | Massimo Gobbi        | Chievo              | svincolato                 |
| D                | Luigi Scaglia        | Foggia              | fine prestito              |
| C                | Alessandro Deiola    | Cagliari            | prestito                   |
| C                | Alberto Grassi       | Napoli              | prestito (2 milioni €)     |
| C                | Luca Rigoni          | Genoa               | svincolato                 |
| C                | Leo Štulac           | Venezia             | definitivo (1,3 milioni €) |
| A                | Jonathan Biabiany    | Inter               | definitivo (1,5 milioni €) |
| A                | Cristian Galano      | Bari                | svincolato                 |
| A                | Gervinho             | Hebei CFFC          | svincolato                 |
| A                | Roberto Inglese      | Napoli              | prestito (3 milioni €)     |
| A                | Mattia Sprocati      | Lazio               | prestito                   |
| Altre operazioni |                      |                     |                            |
| R.               | Nome                 | da                  | Modalità                   |
| P                | Fabrizio Bagheria    | Inter               | prestito                   |
| P                | Andrea Panciroli     | Correggese          | fine prestito              |
| P                | Kristaps Zommers     | Cosenza             | fine prestito              |
| D                | Lorenzo Adorni       | Monza               | fine prestito              |
| D                | Lorenzo Botturi      | Fiorentina          | definitivo                 |
| D                | Cristian Cauz        | Real Forte Querceta | svincolato                 |
| D                | Riccardo Gagliolo    | Carpi               | definitivo (1,2 milioni €) |
| D                | Yan Koliatko         | Lentigione          | fine prestito              |
| D                | Yves Kouadio         | Lanusei             | svincolato                 |
| D                | Emmanuele Matino     | Nocerina            | svincolato                 |
| D                | Nicholas Oberrauch   | Lentigione          | fine prestito              |
| D                | Giovanni Pinto       | Ascoli              | fine prestito              |
| D                | Juan Ramos           | Cosenza             | fine prestito              |
| D                | Giacomo Ricci        | Pro Piacenza        | fine prestito              |
| D                | Lorenzo Saporetti    | Fermana             | fine prestito              |
| D                | Stefano Scognamillo  | Matera              | svincolato                 |
| C                | Gabriele Brunani     | Salsomaggiore       | definitivo                 |
| C                | Gabriele Carannante  | Audace Cerignola    | svincolato                 |
| C                | Giuseppe Carriero    | Casertana           | fine prestito              |
| C                | Jacopo Dezi          | Napoli              | definitivo (2 milioni €)   |
| C                | Francesco Giorno     | Vicenza             | fine prestito              |
| C                | Francesco Golfo      | Pianese             | svincolato                 |
| C                | Vincenzo Mustacciolo | Troina              | fine prestito              |
| C                | Lorenzo Simonetti    | Renate              | fine prestito              |
| A                | Matteo Brunori       | Villabiagio         | svincolato                 |
| A                | Fabio Ceravolo       | Benevento           | definitivo (2 milioni €)   |
| A                | Francesco Galuppini  | Cuneo               | fine prestito              |
| A                | Facundo Lescano      | Sicula Leonzio      | fine prestito              |
| A                | Manuel Nocciolini    | Pordenone           | fine prestito              |
| A                | Federico Pelle       | Inter               | prestito                   |

| Cessioni         | Cessioni             | Cessioni          | Cessioni                |
| R.               | Nome                 | a                 | Modalità                |
| ---------------- | -------------------- | ----------------- | ----------------------- |
| P                | Andrea Dini          | Trapani           | prestito                |
| P                | Michele Nardi        | Siena             | prestito                |
| D                | Armando Anastasio    | Napoli            | fine prestito           |
| D                | Alessandro Lucarelli |                   | fine carriera           |
| D                | Pasquale Mazzocchi   | Perugia           | definitivo (280 mila €) |
| C                | Manuel Scavone       | Lecce             | prestito                |
| A                | Marco Frediani       | Ternana           | prestito                |
| A                | Cristian Galano      | Foggia            | prestito                |
| A                | Roberto Insigne      | Napoli            | fine prestito           |
| Altre operazioni |                      |                   |                         |
| R.               | Nome                 | a                 | Modalità                |
| P                | Federico Adorni      | Delta Porto Tolle | prestito                |
| P                | Filippo Ferrari      | Piacenza          | prestito                |
| P                | Kristaps Zommers     | Imolese           | prestito                |
| D                | Lorenzo Adorni       | Monza             | prestito                |
| D                | Cristian Cauz        | Piacenza          | prestito                |
| D                | Vincenzo De Meio     | Pro Vasto         | prestito                |
| D                | Simone Dodi          | Recanatese        | prestito                |
| D                | Yan Koliatko         | Delta Porto Tolle | svincolato              |
| D                | Yves Kouadio         | Lanusei           | prestito                |
| D                | Emmanuele Matino     | Potenza           | prestito                |
| D                | Niccolò Monti        | Recanatese        | prestito                |
| D                | Nicholas Oberrauch   | Delta Porto Tolle | prestito                |
| D                | Juan Ramos           | Trapani           | prestito                |
| D                | Giacomo Ricci        | Carrarese         | prestito                |
| D                | Riccardo Santovito   | Lucchese          | prestito                |
| D                | Lorenzo Saporetti    | Renate            | prestito                |
| D                | Stefano Scognamillo  | Trapani           | prestito                |
| C                | Gabriele Carannante  | Audace Cerignola  | prestito                |
| C                | Francesco Giorno     | Monza             | prestito                |
| C                | Francesco Golfo      | Trapani           | prestito                |
| C                | Vincenzo Mustacciolo | Siracusa          | prestito                |
| C                | Lorenzo Simonetti    | Renate            | prestito                |
| A                | Matteo Brunori       | Arezzo            | prestito                |
| A                | Francesco Galuppini  | Ravenna           | prestito                |
| A                | Facundo Lescano      | Telstar           | prestito                |
| A                | Sebastiano Longo     | Paganese          | prestito                |
| A                | Davide Mastaj        | Trapani           | prestito                |
| A                | Manuel Nocciolini    | Ravenna           | prestito                |

### Operazioni successive alla sessione estiva
| Acquisti | Acquisti | Acquisti | Acquisti |
| R.       | Nome     | da       | Modalità |
| -------- | -------- | -------- | -------- |

| Cessioni | Cessioni          | Cessioni   | Cessioni   |
| R.       | Nome              | a          | Modalità   |
| -------- | ----------------- | ---------- | ---------- |
| P        | Andrea Panciroli  | Agazzanese | svincolato |
| D        | Valerio Di Cesare | Bari       | svincolato |
| D        | Luigi Scaglia     | Catania    | prestito   |
| C        | Antonio Vacca     | Casertana  | prestito   |

### Sessione invernale(dal 3/1 al 31/1)
| Acquisti         | Acquisti              | Acquisti        | Acquisti                |
| R.               | Nome                  | da              | Modalità                |
| ---------------- | --------------------- | --------------- | ----------------------- |
| P                | Gabriel Brazão        | Cruzeiro        | definitivo (2,4 mln €)  |
| P                | Michele Nardi         | Siena           | fine prestito           |
| P                | Kristaps Zommers      | Imolese         | fine prestito           |
| C                | Abdou Diakhaté        | Fiorentina      | definitivo              |
| C                | Juraj Kucka           | Trabzonspor     | definitivo (4,76 mln €) |
| C                | José Machín           | Pescara         | prestito                |
| A                | Nicolás Schiappacasse | Atlético Madrid | prestito                |
| Altre operazioni |                       |                 |                         |
| R.               | Nome                  | da              | Modalità                |
| P                | Filippo Ferrari       | Piacenza        | fine prestito           |
| D                | Francesco Minelli     | Rende           | definitivo              |
| D                | Luigi Scaglia         | Catania         | fine prestito           |
| C                | Francesco Giorno      | Monza           | fine prestito           |
| A                | Carl Davordzie        |                 | svincolato              |
| A                | Facundo Lescano       | Telstar         | fine prestito           |
| A                | Sebastiano Longo      | Paganese        | fine prestito           |
| A                | Paolo Napoletano      | Pescara         | prestito                |

| Cessioni         | Cessioni          | Cessioni    | Cessioni      |
| R.               | Nome              | a           | Modalità      |
| ---------------- | ----------------- | ----------- | ------------- |
| P                | Michele Nardi     | Südtirol    | prestito      |
| P                | Kristaps Zommers  | Liepāja     | svincolato    |
| C                | Amato Ciciretti   | Napoli      | fine prestito |
| C                | Alessandro Deiola | Cagliari    | fine prestito |
| C                | Antonio Di Gaudio | Verona      | prestito      |
| C                | Gianni Munari     | Verona      | prestito      |
| A                | Yves Baraye       | Padova      | prestito      |
| A                | Emanuele Calaiò   | Salernitana | definitivo    |
| A                | Alessio Da Cruz   | Spezia      | prestito      |
| Altre operazioni |                   |             |               |
| R.               | Nome              | a           | Modalità      |
| D                | Matteo Lucarelli  | Inter       | prestito      |
| D                | Francesco Minelli | Rende       | prestito      |
| D                | Giovanni Pinto    | Pescara     | prestito      |
| D                | Luigi Scaglia     | Carrarese   | prestito      |
| C                | Giuseppe Carriero | Catania     | prestito      |
| C                | Francesco Giorno  | Chiasso     | prestito      |
| A                | Facundo Lescano   | Potenza     | prestito      |
| A                | Sebastiano Longo  | Potenza     | prestito      |

## Risultati

### Serie A

#### Girone di andata
| Arbitro: | Calvarese (Teramo) |

|                         |           |                               |
| Inglese 43’ Barillà 59’ | Marcatori | 65’ (rig.) De Paul 69’ Fofana |

| Arbitro: | Orsato (Schio) |

|               |           |  |
| Antenucci 49’ | Marcatori |  |

| Arbitro: | Doveri (Roma) |

|              |           |                          |
| Gervinho 33’ | Marcatori | 2’ Mandžukić 58’ Matuidi |

| Arbitro: | Manganiello (Pinerolo) |

|  |           |             |
|  | Marcatori | 79’ Dimarco |

| Arbitro: | Calvarese (Teramo) |

|                          |           |  |
| Inglese 20’ Gervinho 47’ | Marcatori |  |

| Arbitro: | Doveri (Roma) |

|                              |           |  |
| L. Insigne 4’ Milik 47’, 84’ | Marcatori |  |

| Arbitro: | Pairetto (Nichelino) |

|              |           |  |
| Gervinho 33’ | Marcatori |  |

| Arbitro: | Chiffi (Padova) |

|           |           |                                          |
| Piątek 6’ | Marcatori | 16’ L. Rigoni 26’ Siligardi 30’ Ceravolo |

| Arbitro: | Fabbri (Ravenna) |

|  |           |                                  |
|  | Marcatori | 81’ (rig.) Immobile 90+4’ Correa |

| Arbitro: | Abisso (Palermo) |

|                                              |           |  |
| Gagliolo 55’ (aut.) Palomino 72’ Mancini 80’ | Marcatori |  |

| Parma 4 novembre 2018, ore 15:00 CET 11ª giornata | Parma                  | 0 – 0 referto | Frosinone | Stadio Ennio Tardini (14 004 spett.)\| Arbitro: \| Manganiello (Pinerolo) \| |
| Arbitro:                                          | Manganiello (Pinerolo) |               |           |                                                                              |

| Arbitro: | Massa (Imperia) |

|             |           |                         |
| Baselli 37’ | Marcatori | 9’ Gervinho 25’ Inglese |

| Arbitro: | Valeri (Roma) |

|                       |           |                    |
| Gervinho 6’ Alves 25’ | Marcatori | 36’ (rig.) Babacar |

| Arbitro: | Calvarese (Teramo) |

|                               |           |             |
| Cutrone 55’ Kessié 71’ (rig.) | Marcatori | 49’ Inglese |

| Arbitro: | La Penna (Roma) |

|           |           |               |
| Alves 53’ | Marcatori | 46’ Stępiński |

| Arbitro: | Pairetto (Nichelino) |

|                              |           |  |
| Caprari 66’ Quagliarella 69’ | Marcatori |  |

| Parma 22 dicembre 2018, ore 18:00 CET 17ª giornata | Parma            | 0 – 0 referto | Bologna | Stadio Ennio Tardini (15 058 spett.)\| Arbitro: \| Abisso (Palermo) \| |
| Arbitro:                                           | Abisso (Palermo) |               |         |                                                                        |

| Arbitro: | Fabbri (Ravenna) |

|  |           |               |
|  | Marcatori | 45+1’ Inglese |

| Arbitro: | Manganiello (Pinerolo) |

|  |           |                         |
|  | Marcatori | 58’ Cristante 75’ Ünder |

#### Girone di ritorno
| Arbitro: | Mazzoleni (Bergamo) |

|           |           |                                 |
| Okaka 50’ | Marcatori | 11’ (rig.) Inglese 68’ Gervinho |

| Arbitro: | Abisso (Palermo) |

|                         |           |                                  |
| Inglese 11’ (rig.), 53’ | Marcatori | 70’ Valoti 75’ Petagna 87’ Fares |

| Arbitro: | Giacomelli (Trieste) |

|                                |           |                                 |
| C. Ronaldo 36’, 66’ Rugani 62’ | Marcatori | 64’ Barillà 74’, 90+3’ Gervinho |

| Arbitro: | Irrati (Pistoia) |

|  |           |              |
|  | Marcatori | 79’ Martínez |

| Arbitro: | Manganiello (Pinerolo) |

|                    |           |           |
| Pavoletti 65’, 85’ | Marcatori | 40’ Kucka |

| Arbitro: | Chiffi (Padova) |

|  |           |                                        |
|  | Marcatori | 18’ Zieliński 36’, 73’ Milik 82’ Ounas |

| Arbitro: | Di Bello (Brindisi) |

|                                                    |           |                                        |
| Dell'Orco 18’ Caputo 59’ (rig.) Alves 90+1’ (aut.) | Marcatori | 13’ Gervinho 45+1’ L. Rigoni 82’ Alves |

| Arbitro: | Sacchi (Macerata) |

|           |           |  |
| Kucka 78’ | Marcatori |  |

| Arbitro: | Banti (Livorno) |

|                                                    |           |              |
| Marušić 22’ Luis Alberto 26’ (rig.), 38’ Lulić 44’ | Marcatori | 77’ Sprocati |

| Arbitro: | Chiffi (Padova) |

|             |           |                                  |
| Gervinho 8’ | Marcatori | 24’ Pašalić 75’, 90+4’ D. Zapata |

| Arbitro: | Manganiello (Pinerolo) |

|                                                       |           |                                 |
| Pinamonti 12’ Valzania 45+2’ D. Ciofani 90+13’ (rig.) | Marcatori | 18’ Barillà 58’ (rig.) Ceravolo |

| Parma 6 aprile 2019, ore 15:00 CEST 31ª giornata | Parma         | 0 – 0 referto | Torino | Stadio Ennio Tardini (16 924 spett.)\| Arbitro: \| Doveri (Roma) \| |
| Arbitro:                                         | Doveri (Roma) |               |        |                                                                     |

| Reggio nell'Emilia 14 aprile 2019, ore 15:00 CEST 32ª giornata | Sassuolo          | 0 – 0 referto | Parma | Mapei Stadium - Città del Tricolore (12 538 spett.)\| Arbitro: \| Piccinini (Forlì) \| |
| Arbitro:                                                       | Piccinini (Forlì) |               |       |                                                                                        |

| Arbitro: | Valeri (Roma) |

|           |           |                |
| Alves 87’ | Marcatori | 69’ Castillejo |

| Arbitro: | Sacchi (Macerata) |

|                |           |           |
| Meggiorini 66’ | Marcatori | 38’ Kucka |

| Arbitro: | Fabbri (Ravenna) |

|                                            |           |                                         |
| Gazzola 2’ Kucka 67’ (rig.) A. Bastoni 71’ | Marcatori | 28’ (rig.), 61’ Quagliarella 38’ Defrel |

| Arbitro: | Pairetto (Nichelino) |

|                                                              |           |             |
| Orsolini 52’ Sepe 59’ (aut.) Lyanco 72’ Sierralta 84’ (aut.) | Marcatori | 81’ Inglese |

| Arbitro: | Giacomelli (Trieste) |

|                   |           |  |
| Gerson 80’ (aut.) | Marcatori |  |

| Arbitro: | Mazzoleni (Bergamo) |

|                            |           |              |
| Pellegrini 35’ Perotti 89’ | Marcatori | 86’ Gervinho |

### Coppa Italia

#### Turni eliminatori
| Arbitro: | Serra (Torino) |

|  |           |               |
|  | Marcatori | 28’ Zammarini |

## Statistiche
Statistiche aggiornate al 26 maggio 2019.

### Statistiche di squadra
| Competizione | Punti | In casa | In casa | In casa | In casa | In casa | In casa | In trasferta | In trasferta | In trasferta | In trasferta | In trasferta | In trasferta | Totale | Totale | Totale | Totale | Totale | Totale | D.R. |
| Competizione | Punti | G       | V       | N       | P       | GF      | GS      | G            | V            | N            | P            | GF           | GS           | G      | V      | N      | P      | GF     | GS     | D.R. |
| ------------ | ----- | ------- | ------- | ------- | ------- | ------- | ------- | ------------ | ------------ | ------------ | ------------ | ------------ | ------------ | ------ | ------ | ------ | ------ | ------ | ------ | ---- |
| Serie A      | 41    | 19      | 5       | 7       | 7       | 17      | 25      | 19           | 5            | 4            | 10           | 23           | 36           | 38     | 10     | 11     | 17     | 41     | 61     | −20  |
| Coppa Italia | -     | 1       | 0       | 0       | 1       | 0       | 1       | 0            | 0            | 0            | 0            | 0            | 0            | 1      | 0      | 0      | 1      | 0      | 1      | −1   |
| Totale       | -     | 20      | 5       | 7       | 8       | 17      | 26      | 19           | 5            | 4            | 10           | 23           | 36           | 39     | 10     | 11     | 18     | 41     | 62     | −21  |

### Andamento in campionato
| Giornata  | 1 | 2  | 3  | 4  | 5  | 6  | 7  | 8 | 9  | 10 | 11 | 12 | 13 | 14 | 15 | 16 | 17 | 18 | 19 | 20 | 21 | 22 | 23 | 24 | 25 | 26 | 27 | 28 | 29 | 30 | 31 | 32 | 33 | 34 | 35 | 36 | 37 | 38 |
| --------- | - | -- | -- | -- | -- | -- | -- | - | -- | -- | -- | -- | -- | -- | -- | -- | -- | -- | -- | -- | -- | -- | -- | -- | -- | -- | -- | -- | -- | -- | -- | -- | -- | -- | -- | -- | -- | -- |
| Luogo     | C | T  | C  | T  | C  | T  | C  | T | C  | T  | C  | T  | C  | T  | C  | T  | C  | T  | C  | T  | C  | T  | C  | T  | C  | T  | C  | T  | C  | T  | C  | T  | C  | T  | C  | T  | C  | T  |
| Risultato | N | P  | P  | V  | V  | P  | V  | V | P  | P  | N  | V  | V  | P  | N  | P  | N  | V  | P  | V  | P  | N  | P  | P  | P  | N  | V  | P  | P  | P  | N  | N  | N  | N  | N  | P  | V  | P  |
| Posizione | 7 | 13 | 17 | 17 | 10 | 12 | 10 | 9 | 10 | 13 | 12 | 11 | 6  | 9  | 10 | 12 | 12 | 12 | 11 | 9  | 12 | 12 | 12 | 12 | 12 | 12 | 11 | 11 | 13 | 14 | 13 | 13 | 14 | 15 | 14 | 15 | 14 | 14 |

Legenda:

Luogo: C = Casa; T = Trasferta. Risultato: V = Vittoria; N = Pareggio; P = Sconfitta.

### Statistiche dei giocatori
Sono in corsivo i calciatori che hanno lasciato la società a stagione in corso.
| Giocatore        | Serie A  | Serie A | Serie A     | Serie A    | Coppa Italia | Coppa Italia | Coppa Italia | Coppa Italia | Totale   | Totale | Totale      | Totale     |
| Giocatore        | Presenze | Reti    | Ammonizioni | Espulsioni | Presenze     | Reti         | Ammonizioni  | Espulsioni   | Presenze | Reti   | Ammonizioni | Espulsioni |
| ---------------- | -------- | ------- | ----------- | ---------- | ------------ | ------------ | ------------ | ------------ | -------- | ------ | ----------- | ---------- |
| B. Alves         | 33       | 4       | 9           | 1          | 0            | 0            | 0            | 0            | 33       | 4      | 9           | 1          |
| Y. Baraye        | 0        | 0       | 0           | 0          | 1            | 0            | 0            | 0            | 1        | 0      | 0           | 0          |
| A. Barillà       | 31       | 3       | 10          | 0          | 1            | 0            | 0            | 0            | 32       | 3      | 10          | 0          |
| A. Bastoni       | 24       | 1       | 2           | 0          | 0            | 0            | 0            | 0            | 24       | 1      | 2           | 0          |
| J. Biabiany      | 18       | 0       | 4           | 0          | 1            | 0            | 0            | 0            | 19       | 0      | 4           | 0          |
| G. Brazão        | 0        | 0       | 0           | 0          | 0            | 0            | 0            | 0            | 0        | 0      | 0           | 0          |
| E. Calaiò        | 0        | 0       | 0           | 0          | 0            | 0            | 0            | 0            | 0        | 0      | 0           | 0          |
| G. Carriero      | 0        | 0       | 0           | 0          | 0            | 0            | 0            | 0            | 0        | 0      | 0           | 0          |
| F. Ceravolo      | 25       | 2       | 1           | 0          | 1            | 0            | 0            | 0            | 26       | 2      | 1           | 0          |
| A. Ciciretti     | 6        | 0       | 0           | 0          | 0            | 0            | 0            | 0            | 6        | 0      | 0           | 0          |
| A. Da Cruz       | 3        | 0       | 0           | 0          | 1            | 0            | 0            | 0            | 4        | 0      | 0           | 0          |
| A. Deiola        | 10       | 0       | 3           | 0          | 0            | 0            | 0            | 0            | 10       | 0      | 3           | 0          |
| J. Dezi          | 1        | 0       | 0           | 0          | 0            | 0            | 0            | 0            | 1        | 0      | 0           | 0          |
| A. Di Gaudio     | 12       | 0       | 0           | 0          | 1            | 0            | 0            | 0            | 13       | 0      | 0           | 0          |
| A. Diakhaté      | 1        | 0       | 0           | 0          | 0            | 0            | 0            | 0            | 1        | 0      | 0           | 0          |
| F. Dimarco       | 13       | 1       | 4           | 0          | 1            | 0            | 0            | 0            | 14       | 1      | 4           | 0          |
| P. Frattali      | 1        | -2      | 0           | 0          | 0            | 0            | 0            | 0            | 1        | -2     | 0           | 0          |
| R. Gagliolo      | 34       | 0       | 7           | 0          | 1            | 0            | 1            | 0            | 35       | 0      | 8           | 0          |
| C. Galano        | 0        | 0       | 0           | 0          | 1            | 0            | 0            | 0            | 1        | 0      | 0           | 0          |
| M. Gazzola       | 20       | 1       | 3           | 0          | 0            | 0            | 0            | 0            | 20       | 1      | 3           | 0          |
| Gervinho         | 30       | 11      | 3           | 0          | 0            | 0            | 0            | 0            | 30       | 11     | 3           | 0          |
| M. Gobbi         | 16       | 0       | 3           | 0          | 1            | 0            | 0            | 0            | 17       | 0      | 3           | 0          |
| A. Grassi        | 7        | 0       | 0           | 0          | 0            | 0            | 0            | 0            | 7        | 0      | 0           | 0          |
| S. Iacoponi      | 38       | 0       | 4           | 0          | 1            | 0            | 0            | 0            | 39       | 0      | 4           | 0          |
| R. Inglese       | 25       | 9       | 3           | 0          | 0            | 0            | 0            | 0            | 25       | 9      | 3           | 0          |
| J. Kucka         | 18       | 4       | 5           | 1          | 0            | 0            | 0            | 0            | 18       | 4      | 5           | 1          |
| J. Machín        | 2        | 0       | 0           | 0          | 0            | 0            | 0            | 0            | 2        | 0      | 0           | 0          |
| G. Munari        | 1        | 0       | 0           | 0          | 0            | 0            | 0            | 0            | 1        | 0      | 0           | 0          |
| L. Rigoni        | 23       | 2       | 5           | 0          | 1            | 0            | 0            | 0            | 24       | 2      | 5           | 0          |
| N. Schiappacasse | 3        | 0       | 0           | 0          | 0            | 0            | 0            | 0            | 3        | 0      | 0           | 0          |
| M. Scozzarella   | 22       | 0       | 8           | 0          | 0            | 0            | 0            | 0            | 22       | 0      | 8           | 0          |
| L. Sepe          | 37       | -59     | 1           | 0          | 1            | -1           | 0            | 0            | 38       | -60    | 1           | 0          |
| F. Sierralta     | 6        | 0       | 2           | 0          | 0            | 0            | 0            | 0            | 6        | 0      | 2           | 0          |
| L. Siligardi     | 29       | 1       | 2           | 0          | 0            | 0            | 0            | 0            | 29       | 1      | 2           | 0          |
| M. Sprocati      | 16       | 1       | 0           | 0          | 0            | 0            | 0            | 0            | 16       | 1      | 0           | 0          |
| L. Štulac        | 26       | 0       | 3           | 1          | 1            | 0            | 0            | 0            | 27       | 0      | 3           | 1          |